# On T.V.
«On T.V.» es el séptimo sencillo de la banda británica The Buggles, publicado en marzo de 1982 como tercer sencillo del segundo álbum de estudio, Adventures in Modern Recording. El sencillo apenas superó la posición nº 80 en la lista del Reino Unido, sin apenas superar las 2000 copias, convirtiéndose en un fracaso comercial. 
Como apunte, decir que la cara B del sencillo, Dion, se ha incluido en la reedición del álbum Adventures in Modern Recording.
- Datos: Q6050705